# Coupe du Maroc de football 1994-1995
 (avril 2024).
Si vous disposez d'ouvrages ou d'articles de référence ou si vous connaissez des sites web de qualité traitant du thème abordé ici, merci de compléter l'article en donnant les références utiles à sa vérifiabilité et en les liant à la section « Notes et références ».
Navigation
Édition précédente Édition suivante
La saison 1994-1995 de la Coupe du Trône est la trente-neuvième édition de la compétition. 
Le Fath Union Sport de Rabat remporte la coupe au détriment de l'Olympique de Khouribga sur le score de 2-0 au cours d'une finale jouée dans le Complexe Sportif Moulay Abdallah à Rabat. Le Fath Union Sport de Rabat remporte ainsi cette compétition pour la quatrième fois de son histoire.

## Déroulement

### Huitièmes de finale
| Équipe 1                  | Équipe 2              | Résultat            |
| CA                        | USY                   | 1 - 0               |
| ASFA                      | Wydad Athletic Club   | 0 - 0 4 - 2 (t.a.b) |
| Olympique de Khouribga    | Kénitra Athlétic Club | 1 - 0               |
| IR Tanger                 | Moghreb de Tetouan    | 2 - 1               |
| Rachad Bernoussi          | ASMF                  | 1 - 1 4 - 3         |
| Raja de Beni Mellal       | Renaissance de Settat | 0 - 0 4 - 3 (t.a.b) |
| Wydad de Fès              | Chabab Mohammédia     | 1 - 0               |
| Fath Union Sport de Rabat | Raja de Casablanca    | 5 - 1               |

### Quarts de finale
| Équipe 1                  | Équipe 2         | Résultat |
| Fath Union Sport de Rabat | Rachad Bernoussi | 2 - 1    |
| Olympique de Khouribga    | Wydad de Fès     | 1 - 0    |
| IR Tanger                 | ASFA             | 2 - 1    |
| Raja de Beni Mellal       | CA               | 2 - 0    |

### Demi-finales
| Équipe 1                  | Équipe 2               | Résultat |
| Fath Union Sport de Rabat | Raja de Beni Mellal    | 2 - 1    |
| IR Tanger                 | Olympique de Khouribga | 0 - 1    |

### Finale
La finale oppose les vainqueurs des demi-finales, le Fath Union Sport de Rabat face à l'Olympique de Khouribga, le 18 juillet 1995 au Complexe Sportif Moulay Abdallah à Rabat.
| Coupe du Trône : Finale 1995 | Fath Union Sport de Rabat | 2 - 0 | Olympique de Khouribga | Complexe Sportif Moulay Abdallah, Rabat |                           |
| 18 juillet 1995              |                           |       |                        | Arbitrage : Mohamed Bahar               | Arbitrage : Mohamed Bahar |
| 18 juillet 1995              |                           |       |                        | Arbitrage : Mohamed Bahar               | Arbitrage : Mohamed Bahar |